# Вольтман Карл Якович
Карл Якович Вольтман (1898, місто Якобштадт Курляндської губернії Російської імперії, тепер місто Єкабпілс, Латвія — 8 квітня 1984, місто Рига, тепер Латвія) — латвійський радянський державний і профспілковий діяч, голова Латвійської республіканської ради профспілок. Депутат Верховної Ради СРСР 4—5-го скликань, депутат Верховної Ради Латвійської РСР 3-го скликання. Член ЦК Комуністичної партії Латвії в 1949—1960 роках.

## Життєпис
Народився в родині селянина-наймита. З 1907 року працював робітником на інструментальній фабриці в Єкабпілсі.
З 1913 року — слюсар в майстернях Ризько-Орловської залізниці, потім помічник машиніста та машиніст паровозних депо Великі Луки і Новосокольники.
Член РКП(б) з 1924 року.
З 1930 року — на господарській і профспілковій роботі. З 1932 року — інструктор дорожнього комітету, відповідальний інструктор ЦК профспілки залізничників СРСР.
У 1944—1949 роках — заступник голови республіканської ради професійних спілок Латвійської РСР.
У 1949 — 24 травня 1958 року — голова республіканської ради професійних спілок Латвійської РСР. Обирався делегатом 2—4-го Всесвітніх конгресів профспілок і членом Генеральної ради Всесвітньої федерації профспілок. У травні 1958 року вийшов на пенсію.
З 1958 року — завідувач відділу і член комісії Державного контролю Ради міністрів Латвійської РСР.
Потім — персональний пенсіонер союзного значення в місті Ризі.
Помер 8 квітня 1984 року після важкої, тривалої хвороби в місті Ризі.

## Нагороди
- орден Леніна
- орден Трудового Червоного Прапора
- медалі
- Почесна грамота Президії Верховної ради Латвійської РСР
- Почесна грамота Президії ВЦРПС
- Почесний залізничник